# Brigadni general (Finska)
Brigadni general (finsko Prikaatinkenraali in švedsko Brigadgeneral) je najnižji (enozvezdni) generalski čin v Finski kopenski vojski in Finskem vojnem letalstvu. Spada v Natov razred OF-06. 
Brigadni general po navadi zaseda položaj poveljnika brigade oz. zaseda višji administrativno oz. štabni položaj. Nadrejen je činu polkovnika in podrejen činu generalmajorja. Enakovreden je činu admirala flotilje v Finski vojni mornarici.
Čin je bil ustanovljen leta 1994 zaradi sodelovanja Finskih obrambnih sil na mednarodnih misijah.
Prvotna oznaka čina, ki se nahaja na ovratniku uniforme, je bila en srebrni lev Finske, nato pa je bil oktobra 1995 spremenjena v enega zlatega leta. Narokavna oznaka čina je sestavljena iz enega širokega (zlatega) traku.